# Tomasz Abramowicz
Tomasz Abramowicz SchP (ur. 22 stycznia 1978 w Gdańsku) – polski duchowny rzymskokatolicki, pijar, rekolekcjonista, duszpasterz szkolny i akademicki, rektor Kościoła Przemienienia Pańskiego w Krakowie, były urzędnik Kurii Polskiej Prowincji Zakonu Pijarów.
Rozpoczął studia na Politechnice Gdańskiej. Budownictwo lądowe przegrało z powołaniem do życia w Zakonie. W 1998 r. rozpoczął nowicjat a w 1999 r. złożył pierwsze śluby w Zakonie Pijarów. Święcenia kapłańskie przyjął w 2005 roku i przez 3 lata pracował jako katecheta i duszpasterz w pijarskiej parafii w Bolszewie k. Wejherowa. Od 2008 r. do 2021 r. mieszkał w Krakowie i pełnił funkcję duszpasterza powołań, posługę ojca duchownego (od września 2011 r.), oraz katechizował w liceum (od 2015 r.). Po Kapitule Prowincjalnej w 2019 roku przestał pełnić funkcję asystenta prowincjalnego i został rektorem Kościoła Przemienienia Pańskiego w Krakowie. Członek komitetu tworzącego duszpasterstwo Ruchu Calasanz. Od 2021 r. mieszka w Elblągu, gdzie katechizuje w Zespóle Szkół Pijarskich im. św. Mikołaja.